# Jaulín
Jaulín – gmina w Hiszpanii, w prowincji Saragossa, w Aragonii, o powierzchni 46,05 km². W 2011 roku gmina liczyła 279 mieszkańców.